# Palais Schwerin
Das Palais Schwerin ist ein historisches Stadtpalais im Ortsteil Mitte von Berlin. Das aus der Barockzeit stammende Gebäude Molkenmarkt 1 steht in der Berliner Denkmalliste und ist heute Sitz des Deutsch-Französischen Jugendwerks.

## Lage
Das Bauwerk befindet sich gegenüber dem Nikolaiviertel auf der östlichen Seite der Straße Mühlendamm unmittelbar neben der Alten Münze (Mühlendamm 3).

## Geschichte

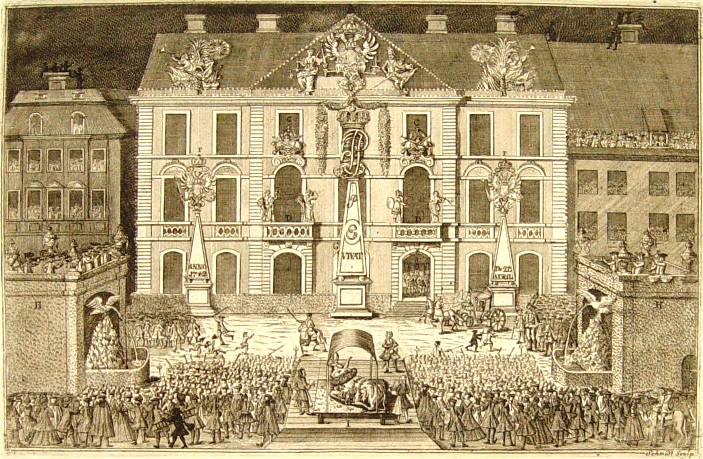
Palais Schwerin im Jahr 1742

Das Adelspalais ist wahrscheinlich nach dem großen Stadtbrand 1690 errichtet worden. Im Jahr 1698 kaufte es der preußische Staatsminister Otto von Schwerin, der es vermutlich durch Jean de Bodt, einen Hugenotten in preußischen Diensten, von 1702 bis 1704 umbauen ließ. Die Kartusche über dem Haupteingang zeigt den Orden vom Schwarzen Adler, den Schwerin 1701 erhalten hatte.
Nach dem Tod des Grafen im Jahr 1705 wurde das Palais entweder von den Erben genutzt oder vermietet. Unter anderem hatte der russisch-kaiserliche Minister Pjotr Grigorjewitsch Tschernyschow dort von 1741 bis 1746 seine Berliner Residenz. Im Jahr 1764 verkauften die Erben das Palais, das kurzzeitig im Besitz der Hofgoldsticker Pally und Kolbe war. 1765 ging das Haus als General-Tabaks-Administration in staatlich-preußischen Besitz. Im Jahr 1787 fiel das Tabakmonopol und die Königliche Stempel- und Kartenkammer zog ein. 1822 wurde das Palais Sitz der Direktion der Allgemeinen Witwenverpflegungsanstalt, 1829 zog die Criminaldeputation des Stadtgerichts (Kriminalgericht) und später auch ein Gefängnis ein. Ab 1882 wurde das Gebäude auch vom Polizeipräsidium genutzt. Benachbart lag die Stadtvogtei. Für lange Zeit war das Palais Schwerin ein Synonym für den „Knast“ schlechthin, bis 1889 die Nutzungen in das von Hermann Blankenstein errichtete Polizeipräsidium Alexanderplatz verlegt wurden. Bis 1910 diente das Gebäude verschiedenen Zwecken, u. a. auch der Justizverwaltung.

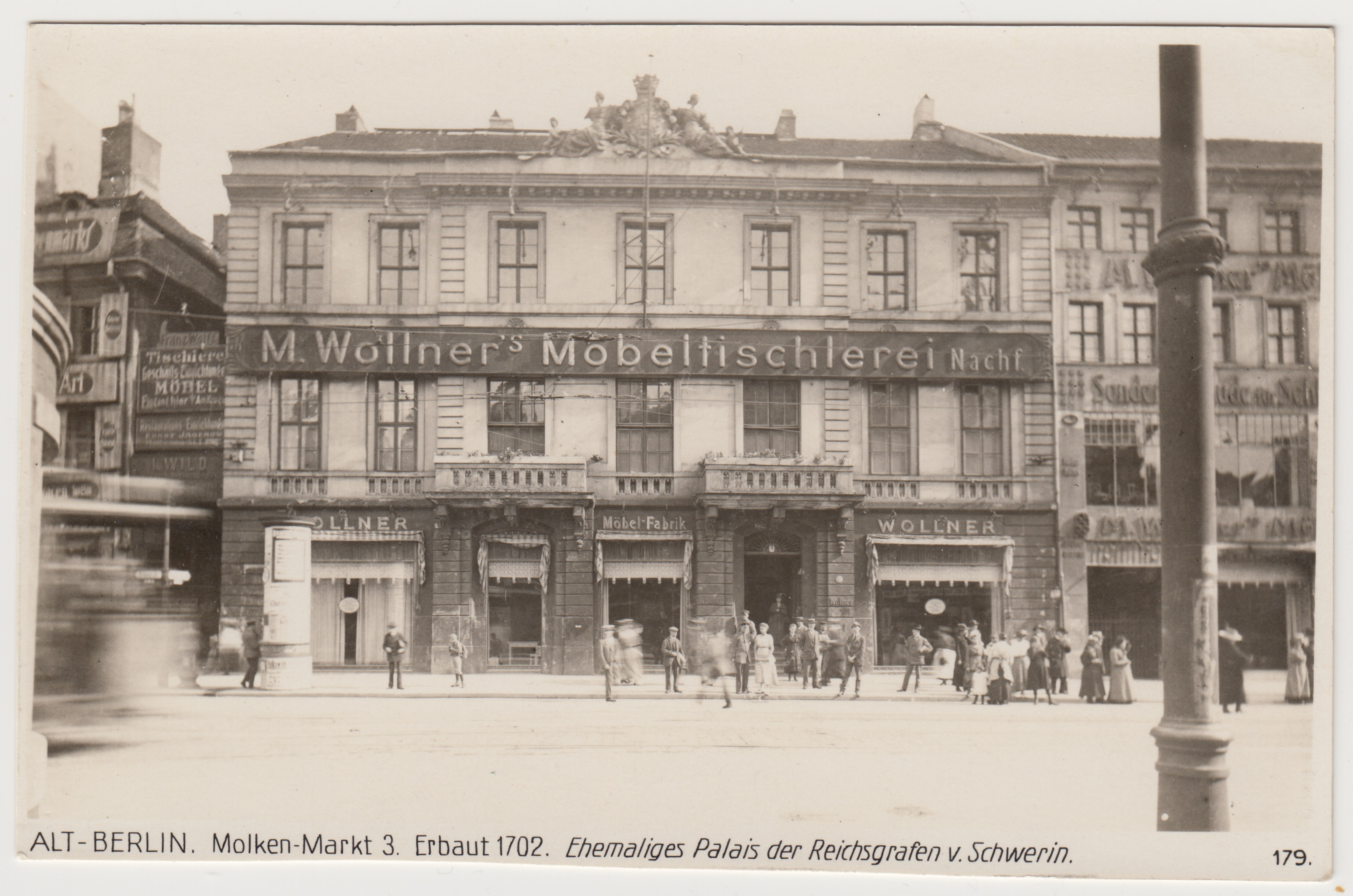
Ansicht um 1925

In den 1920er Jahren vermietete der preußische Staat das Palais an einen Möbelhaus-Betreiber.

## Abbruch, Rekonstruktion und Nutzung

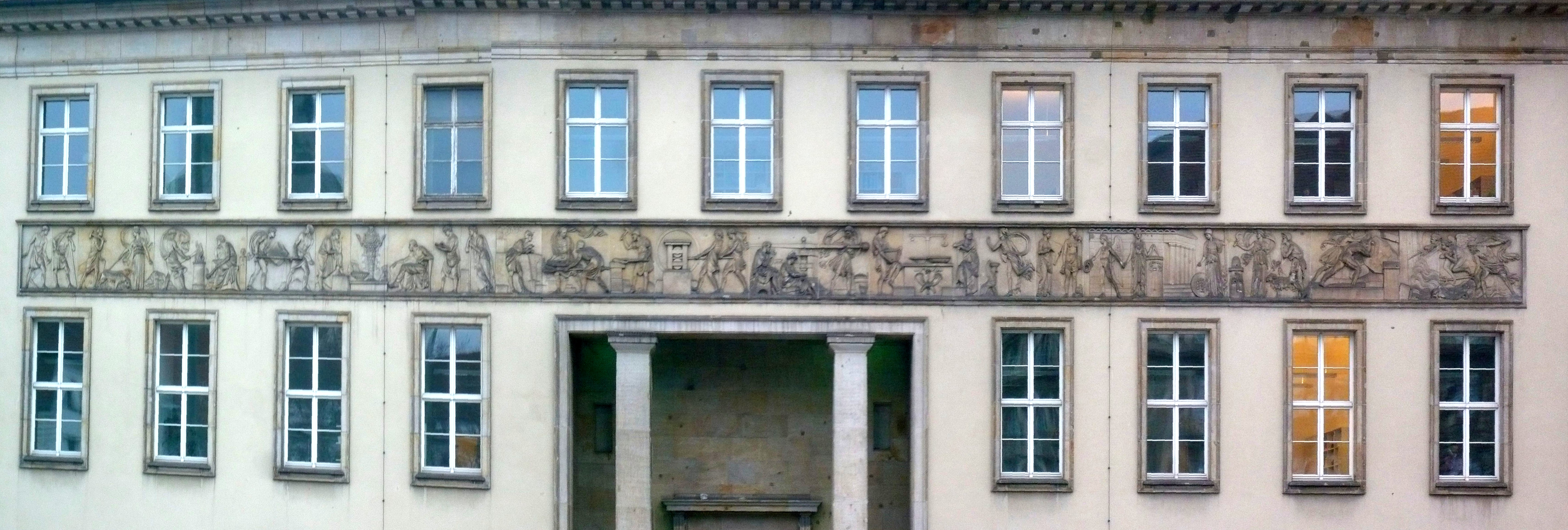
Münzfries an der Alten Münze (Mühlendamm 3)

Im Zusammenhang mit dem Neubau der Reichsmünze (heute: Alte Münze) wurde das Palais Schwerin 1937/38 unter Beibehaltung der Frontfassade weitgehend entkernt, überformt und um zwei Seitenbauten (nördlich: Molkenmarkt 2, südlich: Mühlendamm 1) im gleichen Baustil erweitert, aber nicht rückwärtig versetzt. Das Bauensemble aus Palais Schwerin und Mühlendamm 3 (heutige Alte Münze) bildete nun eine Einheit. Das Gebäude Mühlendamm 3 erhielt als Schmuckelement eine Kopie des von Johann Gottfried Schadow für die Alte Münze am Werderschen Markt (Unterwasserstraße) geschaffenen Frieses.
Der Gebäudekomplex diente ab 1951 als Sitz der Staatlichen Kunstkommission der DDR, anschließend bis zur politischen Wende dem Kulturministerium und der Zentralen Münze der DDR. Am 16. Juli 1990 wurde hier mit der Prägung von bundesdeutschen Münzen begonnen.
Im Jahr 2010 befanden sich in den Gebäudeteilen am Spreeufer und an der Spandauer Straße die Berliner Münzprägeanstalt und Räume für den Bundesbeauftragten für die Stasi-Unterlagen.